# Leo Moser
Pour les articles homonymes, voir Moser.
Ne doit pas être confondu avec le mathématicien allemand Jürgen K. Moser.
Leo Moser (11 avril 1921 - 9 février 1970) est un mathématicien austro-canadien. On le connait entre autres pour la notation de Steinhaus-Moser (en). Il avait une prédilection pour les problèmes de théorie des nombres, de combinatoire et de théorie des graphes, ce qui explique que son nombre d'Erdős soit 1.
Originaire de Vienne, Leo Moser émigre avec ses parents au Canada à l'âge de trois ans. Il obtient son baccalauréat en sciences de l'Université du Manitoba en 1943, et un master en science de l'Université de Toronto en 1945. Après deux années d'enseignement, il va à l'Université de Caroline du Nord pour terminer un doctorat, supervisé par Alfred Brauer. Là, en 1950, il commence à souffrir de problèmes cardiaques récurrents. Il rejoint le corps professoral de l'Université de l'Alberta en 1951, où il reste jusqu'à sa mort à l'âge de 48 ans.

## Source
- (en) Cet article est partiellement ou en totalité issu de l’article de Wikipédia en anglais intitulé « Leo Moser » (voir la liste des auteurs).